# 湯虺
湯虺（1484年—？年），字仲卿，四川潼川州人，醫籍。

## 生平
十一月十八日生，行十一，治《易經》，由國子生中式四川鄉試第六十一名舉人，年三十八歲中式正德十六年（1521年）辛巳科會試中式第二百七十三名，第三甲第四十三名進士。初授應天府溧阳县知县。

## 家族
曾祖湯久重；祖湯子榮；父湯海，典科；母王氏。慈侍下，妻高氏，兄濟甫；濟良；濟經；濟生；尹。